# 赵姬 (孙吴)
赵姬 (？年—243年），颍川人，東吳虞韪的妻子。

## 生平
赵氏的名不详，通称赵姬或赵母。赵姬才思敏捷，博学多览，嫁给桐乡令东郡虞韪为妻，后生有一女。赵姬要嫁女儿，女儿准备离开时，赵姬告诫道：“女儿，你嫁到夫家去之后，千万不要做好事呀。“女儿问：“不做好事，难道做坏事吗？”赵姬说道：“好事尚且不能做，更何况是坏事呢？”
虞韪去世后，大帝敬重她的文才，招进宫中的官署。233年，皇帝准备亲征公孙渊时，赵姬上书劝谏。她为列女传做的注解，号为《赵母注》又称《虞贞节注》 ，有数十万字。赤乌六年去世。